# Melangyna qinlingensis
Melangyna qinlingensis är en tvåvingeart som beskrevs av Huo och Ren 2007. Melangyna qinlingensis ingår i släktet flickblomflugor, och familjen blomflugor. Inga underarter finns listade i Catalogue of Life.